# Je neemt er wat van mee
Je neemt er wat van mee was een Nederlandse quiz die van 1958 tot 1963 door de VARA werd uitgezonden. De presentatie was in handen van Theo Eerdmans. De eerste twee seizoenen werd de quiz op televisie uitgezonden, onder regie van Eimert Kruidhof. Eerdmans werd hierbij geassisteerd door Maud van Praag. De quiz was de opvolger van de quiz Weet wel wat je waagt. Verder presenteerde hij met Maud van Praag als assistente de quiz Willens en wetens. Een quiz waarbij er 21 punten verzameld moesten worden uit vragen die genummerd waren van 1 ( makkelijk)tot 11 (moeilijk). Dus drie vragen goed geantwoord (8+7+6) of andere combinaties.
Een kandidaat moest vragen beantwoorden over een door hem gekozen onderwerp. Een succesvolle kandidaat kon nog tweemaal terugkomen, en kon uiteindelijk duizend gulden winnen. De winnaar moest dan 1 cent wisselgeld geven, opdat over de prijs geen kansspelbelasting hoefde te worden betaald. De drempel voor de kansspelbelasting lag op 1.000 gulden.
De eerste uitzending vond plaats op 11 oktober 1958. Op 25 juni 1960 werd de laatste aflevering uitgezonden op televisie. Hierna werd de quiz voortgezet als radioprogramma. In 1964 overwoog de VARA een comeback van het radioprogramma.

## Weetje
In de televisieserie Toen was geluk heel gewoon werd in seizoen 1, aflevering 5, het programma nagespeeld, met Arthur Boni als Theo Eerdmans.